# 1115
1115 (MCXV) var ett normalår som började en fredag i den julianska kalendern.

## Händelser

### December
- 22 december – När Olav Magnusson, som är den ene av Norges tre samregerande kungar, dör övertar de båda övriga, hans bröder Öystein och Sigurd, hans del av kungamakten.

### Okänt datum
- Den ziridiske härskaren Ali ibn Yahya tillträder.
- Ludvig VI av Frankrike gifter sig med Adelaide av Savojen.
- Klostret Clairvaux grundas.
- Jindynastin grundas.

## Födda
- 18 april – Gertrud av Süpplingenburg, tysk regent.
- Magnus Sigurdsson, kung av Norge 1130–1135 och 1137–1139 (född omkring detta år).

## Avlidna
- 16 april – Magnus Erlendsson (Magnus den helige), jarl av Orkneyöarna
- 8 juli – Peter Eremiten, fransk predikant och korstågsledare.
- 24 juli – Matilda, markgrevinna av Toscana.
- 22 december – Olav Magnusson, kung av Norge sedan 1103.
- Adele av Flandern, drottning av Danmark 1080–1086, gift med Knut den helige.